# Nigoline Bonomelli
Nigoline Bonomelli (Niguline in dialetto bresciano) è una delle frazioni che compongono il comune italiano di Corte Franca.
Con il semplice nome di Nigoline, costituì un comune autonomo fino al 1928, quando venne unito ai comuni di Borgonato, Colombaro e Timoline, a formare il comune di Corte Franca. È stato sede del nuovo comune fino agli anni novanta, quando il municipio è stato trasferito nella nuova sede di Timoline.
Nel 1971 il centro abitato assunse il nome attuale, in onore del suo cittadino più illustre, il vescovo Geremia Bonomelli.

## Storia
Nigoline viene citata per la prima volta nei documenti del XIII secolo come Nuvolinis. Il termine probabilmente deriva da Novalia, i terreni dissodati per renderli adatti alla coltura.
Il territorio di Nigoline è attraversato dal corso del torrente Longherone, che scende dal Monte Alto attraverso la Valle di Sant'Eufemia, prosegue verso Borgonato e si infila poi nella Valle di Bornato (lo scaricatore dell'antico lago glaciale che occupava la Franciacorta) per scomparire nel sottosuolo in località Paì (Barco, comune di Cazzago San Martino).
Anticamente il corso del Longherone scendeva invece attraverso la Valle di Favento, la piana che da Sant'Eufemia scende verso Adro.

### Nascita del paese
Inizialmente non c'era un paese vero e proprio, ma un insieme di case sparse ai piedi della collina che aveva Sant'Eufemia come riferimento. Poi lentamente il paese è nato lungo le strade, inizialmente nella zona del Torrazzo, lungo l'attuale via De Gasperi (la strada per Adro), dove nel '300 sono sorte varie case-torri e cortivi chiusi (cortile fortificato autosufficiente), ancora identificabili.

### Castello di Nigoline
Secondo il Fappani di proprietà dei valvassori Nigolini (de Nuvolinis) è ubicato a nord-ovest rispetto alla chiesa di S. Eufemia, a 350 m. s.m., presentava una torre nel lato meridionale con feritoie. Oggi rimangono solo tracce nella boscaglia. Mai citato nei documenti, si ipotizza sia stato abbandonato in epoca antica. Per questo sarebbe meritevole di indagini, non ancora effettuate. L'incuria, la crescita boschiva e i danni da ricerche non professionali, hanno alterato la zona. Alcuni esami stratigrafici preliminari fanno risalire l'edificazione tra il XI e il XII secolo. Già Da'Lezze nel 1609-10 nel suo catasto bresciano parlava di:"un castello nel colle derocato cinto da mura ruinose". Luciano Prospero nel suo libro "Corte Franca, analisi di alcuni edifici di epoca medioevale" fa alcune ipotesi: In un documento del 1158 il vescovo di Brescia Raimondo dona molte corti ai fratelli Martinengo, in quella data il castello-ricetto di Nigoline poteva essere proprietà della famiglia. Verso la prima metà dell'XI secolo l'abbazia di Leno, proprietaria dei territori di Nigoline, riscontra difficoltà nel difendere i terreni dalle continue usurpazioni. Dunque è costretta a cedere quest'ultimi al monastero di S. Eufemia della Fonte di Brescia, castello-ricetto compreso. La stessa abbazia potrebbe aver edificato il castello nel IX sec a scopi difensivi, ed averlo utilizzato contro le invasioni ungariche (898-955).
La demolizione dell'edificio potrebbe risalire al 1265, quando Carlo d'Angiò unitosi ai guelfi, devastò la Franciacorta presieduta dai ghibellini. Oppure risalire alla prima e seconda metà del XV secolo durante le conquiste territoriali della repubblica di Venezia. Più realisticamente il castello-ricetto è stato semplicemente abbandonato non svolgendo più il suo ruolo di rifugio provvisorio.

## Monumenti e luoghi di interesse

### Architetture religiose
- chiesa di Sant'Eufemia. Chiesa del cimitero di Nigoline. La strada d'accesso recentemente è stata modificata con l'aggiunta di un tornante, in passato saliva invece direttamente. È sorta tra il VIII e il X secolo e a lungo è stata considerata – con la Chiesa di San Michele di Rovato, sul Monte Orfano – la Chiesa più vecchia della Franciacorta. In realtà ce ne sono altre più vecchie: San Salvatore a Borgonato, San Bartolomeo a Bornato (costruita sopra una villa romana) ed altre ancora. L'impianto esterno della chiesa di Sant'Eufemia risale al XIV secolo, tranne il portico che è dell'ottocento. Guardando attentamente, si nota la presenza di tracce della chiesa originale. Questa aveva un andamento est-ovest, con l'entrata dall'attuale parete laterale ovest della chiesa, aula corrispondente alla parte posteriore dell'attuale aula, mentre l'attuale cappella sporgente sulla parete laterale est è in realtà la vecchia abside. Gli archi della facciata della vecchia chiesa risultano fatti con materiale romano di recupero. L'aspetto della Chiesa doveva essere molto simile a quello della contemporanea Santa Maria di Novalesa (Torino, verso il Moncenisio), che da allora non è stata più modificata. La datazione è stata fatta in base alla tecnica di costruzione. Inoltre, è stato ritrovato un atto notarile riguardante il monastero di San Salvatore a Brescia datato più o meno del 760 in cui compare “Pietro, custode della chiesa di Sant'Eufemia”. Questa di Nigoline è l'unica chiesa bresciana di Sant’Eufemia esistente in quel periodo, per cui anche se nell'atto manca qualsiasi indicazione geografica, si pensa che si faccia riferimento a questa chiesa. Di fronte al vecchio ingresso è stato trovato un sepolcro alla Cappuccina (con tegoloni a falde). Nell'XI – XII secolo è stato aggiunto il campanile. L'attuale cella campanaria è stata rifatta molto più tardi; tuttavia sul lato ovest è ancora visibile parzialmente una vecchia bifora. Sotto il portichetto sono state trovate delle sepolture e delle stanze ancora da indagare. Nel vecchio presbiterio sono state trovare tracce dell'antico pavimento romanico. Sono state rinvenute anche una ciotola, un manufatto in vetro di epoca romana e tre monete: una della seconda metà del '200, una dei primi decenni del '300 e un denario di Azzone Visconti (signore di Milano dal 1329 al 1339), che mostra il classico biscione Visconteo. All'interno sono presenti vari affreschi. Sulle pareti sono raffigurati i dodici apostoli (6 per lato), risalenti al '300. Sulla volta un Cristo Pantocrator all'interno della Mandorla, con tetramorfo. Nel XV secolo, periodo in cui si perde la tradizione di orientare le chiese secondo l'asse tradizionale est-ovest, Sant'Eufemia viene girata in senso nord-sud. In seguito viene aggiunta la sacrestia, modificata la cella campanaria del campanile e nell'Ottocento viene aggiunto il portico. Anche la nuova chiesa era tutta affrescata, oggi però molti sono rovinati o perduti. Sono rimasti – tra l'altro – la raffigurazione di santi apotropaici come San Rocco, San Sebastiano (entrambi santi protettori contro le piaghe e la peste) e San Gottardo (santo protettore contro la gotta). Sono raffigurati gli stemmi dei Della Corte (probabilmente un ramo degli Oldofredi di Iseo perché nel XIII secolo erano Della Corte Isei, parenti dei Federici della Val Camonica) e degli stessi Federici. Due archi interni sostengono direttamente le travi del tetto, senza l'utilizzo di capriate. L'arco sacro divide l'aula dal presbiterio ed è decorato con profeti. Nel presbiterio ci sono degli affreschi ancora ben conservati. Sulla parete di fondo c'è una Pala d'altare dipinta che “interrompe” l'affresco che ricopre il resto della parete. C'è la raffigurazione di Sant'Eufemia, il cui culto si era diffuso soprattutto dopo il Concilio di Calcedonia (sua città natale) del 451. Nelle lunette c'è una Madonna col Bambino, tradizionalmente attribuita a Floriano Ferramola, anche se recentemente è stato proposto in alternativa il nome di Paolo da Caylina il Giovane. L'affresco è molto simile ad uno analogo di Raffaello datato 1512, quindi questo è probabilmente posteriore. Il Ferramola era ospite nel Palazzo Della Corte, dove si dice avrebbe dipinto una cassapanca per ringraziarli dell'ospitalità.

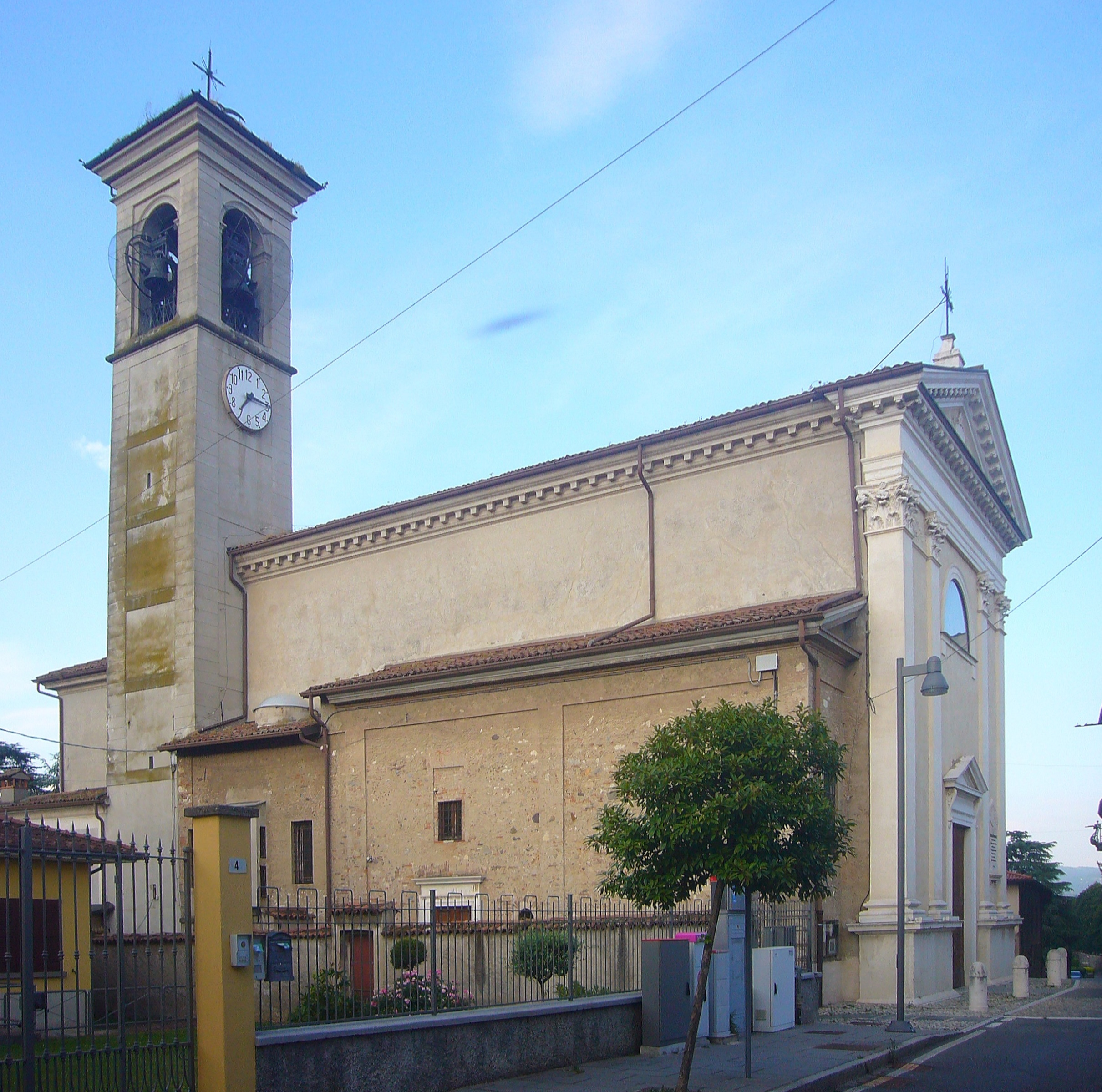
Chiesa parrocchiale di San Martino Vescovo

- Chiesa di San Martino Vescovo Appena fuori dal palazzo Monti della Corte ci sono i ruderi della vecchia chiesa di S. Martino (patrono di Nigoline). Questa era la vecchia chiesa del paese, costruita nel XIV e nel XV secolo per evitare di dover salire alla parrocchiale di Sant'Eufemia almeno per le funzioni meno importanti. Nel 1598 il Vescovo autorizza la costruzione di una nuova chiesa parrocchiale in sostituzione della vecchia ormai insufficiente. La vecchia chiesa viene ceduta ai Della Corte che in cambio concedono il terreno per la costruzione della nuova chiesa di San Martino, la parrocchiale recente, inaugurata nel 1620. La facciata, invece, è del 1828 e fu benedetta nel 1912 Geremia Bonomelli.
- Santella delle Gambe. Piccola santella nel bosco, sopra alla strada che collega Nigoline con Budrio. Costruita nel '700 per una grazia ricevuta: la leggenda dice che dei contadini sono rimasti illesi pur avendo rischiando di essere travolti da massi caduti dal monte. Nell'ottocento è stata modificata. È stata oggetto di forte devozione popolare, che vi si recava per invocare la protezione dai mali delle gambe e degli arti in genere. Una volta al soffitto erano appesi gambe e braccia di legno come ex-voto. Ci sono affreschi raffiguranti San Francesco (completamente rifatto) e San Carlo. Il vescovo Bonomelli l'ha frequentata in compagnia di Fogazzaro, da dove ammiravano il paesaggio campestre sottostante.

### Architetture civili

#### Palazzo Monti Della Corte
Il palazzo nella sua forma attuale risale al '600, ma ci sono tracce di edifici più antichi. È molto chiuso, con poche aperture, segno di un probabile clima di paura dell'epoca.
Sul portone si vede lo stemma di famiglia, unione degli stemmi dei Monti (colomba con ramo di ulivo sopra 10 monti) e dei Della Corte (aquila imperiale sopra leone rampante).
Nel corso dei secoli la famiglia ha forti relazioni e intrecci con famiglie nobiliari bresciane come i Federici, i Sala, i calini e i Manerba. Il cognome "Della Corte" probabilmente sta per «De Curte Isei», come risulta da un documento antico, il che fa ipotizzare una diramazione della famiglia Oldofredi di Iseo.
Uno scalone porta alla galleria, dove sono conservati dipinti della famiglia. Tra il piano terra e il primo piano c'è un piccolo mezzanino, dove viveva e lavorava la servitù. Della collezione dalla corte facevano parte anche "la vecchia" e "il bravo", di Giacomo Cerutti detto Pitocchetto, oggi conservati al Museo d’Arte Sorlini di Calvagese della Riviera.
Nel 1923 è stata inaugurata la Cappella privata di San Cornelio, martire del III secolo e ritenuto antenato dei Della Corte. Lo stile architettonico usato è quello classico del '700. In precedenza forse c'era qualche altra cappella.
Rodolengo Della Corte, l'ultimo della famiglia, all'inizio del '700 sposa Flaminia Monti, ma muore senza figli. Tutto il patrimonio viene ereditato da un Monti, e da allora la famiglia si chiama Monti Della Corte.
Il membro della famiglia più famoso è Alessandro Monti. Nato nel 1818 viene educato a Vienna dove entra nell'esercito Austriaco come ufficiale. Nel 1848 abbandona l'esercito e si schiera con gli “insorti” italiani. Viene mandato in Ungheria, dove diviene un eroe della rivoluzione. La moglie Sara Willshire, inglese, ristruttura il giardino all’inglese.
Tra i personaggi illustri ospiti della casa e nel suo cenacolo si possono citare personaggi come Cesare Arici, Rodolfo Vantini, i fratelli Ugoni, l'Aleardi e Ugo Foscolo (per citarne solo alcuni). Qui venne anche Tito Speri nel 1849 (una cui firma è ancora conservata in biblioteca) dopo le Dieci giornate di Brescia e prima del patibolo di Belfiore a Mantova. In quelle eroiche giornate, infatti, combatterono al suo fianco Alessandro Monti e suo fratello, il diciottenne Flaminio.
Negli anni 70 del '900 Alessandro Monti della Corte, e poi più intensamente la figlia Maria Enrica, producono dalle uve dei loro terreni i primi vini di Franciacorta Spumante e vino bianco D.O.C. A palazzo si firma la nascita del consorzio Franciacorta. 
Maria Enrica morì prematuramente lasciando la gestione al marito, il conte Thomas D'Ansembourg.

#### Palazzo Torri
L'attuale Palazzo Torri è stato dei Federici Della Corte, dei Foresti e (dall'Ottocento) dei Torri. È un palazzo del '600, anomalo per la mancanza della classica pietra di Sarnico. Sulla facciata c'è una sproporzione fra le alte colonne (la cui altezza comprende anche il piccolo mezzanino) e il piccolo sopralzo del primo piano.
Nella seconda metà dell'ottocento la proprietaria Paolina Torri Calegari ospita un cenacolo culturale che vede l'incontro di artisti, scultori, pittori e letterati. Tra gli ospiti più illustri, oltre al vescovo Bonomelli, il Pascoli, il Carducci, Fogazzaro, Lembach e Giuseppe Zanardelli, di cui il marito di Paolina Torri era avvocato.

### Altri edifici e luoghi storici di interesse

#### Budrio
Località posta appena fuori da Nigoline, sulla strada verso Colombaro, dove la strada fa una doppia curva sinistra-destra. Il toponimo, presente in molte località lombarde, era legato alla presenza di acqua e infatti ancora oggi poco più a nord c'è un canneto. La forma attuale viene data nel '700 dalla famiglia Cacciamatta. Al suo interno c'è la Chiesa di San Gaetano di Tiene. Tutti gli edifici sono in stato di forte degrado.

#### Località laBüzôo Contrada dei Grumi
La vecchia contrada era già ben documentata nel catasto napoleonico e si trovava per lo più nell'area occupata dalla proprietà attualmente delimitata da un muro di cinta rosso, in via Grumi e via Volta.
Secondo Donni e Fappani nel testo "Corte franca" in contrada Gromo vi era una antica casa padronale appartenuta a un Guizzetti e poi ad un Foresti. Nel 1822 Giuseppe Piazzoni (marito di Cristina Capoferro Guizzetti, discendente dei nobili Capoferri), bergamasco, compra la maggior parte del borgo e lo trasforma completamente, rifacendone gli edifici e ottenendo il permesso di chiudere la vecchia strada e di sostituirla con una nuova che girasse intorno alla sua proprietà (l'attuale via Grumi). Nel 1873 il conte Andrea Panciera di Zoppola trasforma completamente le stretture e le orna con un parco e un giardino molto verdeggianti. 
- Dal registro dei nobili rurali presenti nel Bresciano tra il 1426 e il 1498 secondo l'Astezati (testo tradotto e redatto da Alessandro Augusto Monti della Corte nel 1962). Nei territori di Nigoline, Colombaro e Timoline, sono presenti solo due famiglie nobili "ante-tempore": i de Pelanchis e i Rose. Mentre i nobili "in tempore" sono molteplici, ma per lo più discendenti dei "de Rosinis", dei " de Rosis", dei "de Pelegrinis", dei "de Pelanchis", dei "de Federicis", (da cui derivarono grazie al ramo della val Camonica anche i "de la Curte") e dei "de Forestis". Si sospetta che queste famiglie incamerarono molti beni per via femminile o per eredita non diretta (adozione o acquisizione, in un periodo dove la peste falciava metà della popolazione), preservare il nome nobile della moglie fondendo a quello del marito, infatti, "nobilitava" la nuova famiglia di lei e garantiva la "continuità". I terzi (da cui derivano poi i Terzi Lana), si attestano invece più nel territorio di Adro.[9]
- Gli Zenobio (anche Zandobbio), erano una famiglia, di ricchi mercanti di origine greca trasferitasi a Verona, conti del Sacro Romano Impero, iscritti al patriziato veneziano nel 1646. Come altri prima e dopo di loro, vennero detti “patrizi per soldo”. Rami bresciani degli Zenobio si attestano nei dintorni di Adro. Lo stemma degli Zenobio è visibile nel liceo Cesare Arici di Brescia.[10]
- Lucrezia Zenobio sposa nel 1750 con il ricco patrizio bresciano Francesco Martinengo di Padernello. Ignazio Alvise Molin, anche questi membro dell'importante famiglia dogale, sposa Maria Giovanna Paolina Zenobio sorella di Lucrezia; Nascono Alessandro, Maria ed Alba Molin [11]. Giovanni Molin è vescovo di Brescia.

- Buonouomo Cacciamatta,figlio di Michele Cacciamatta (fratello di quattro figli tra cui il noto Don Ambrogio Cacciamatta) è deputato comunale di nigoline dal 1821 al 1835.  Giovanni Battista Cacciamatta (probabilmente parente dell famiglia cacciamatta, la quale ha ampi possedimenti in zona sebina e bergamasca) adotta Rosina Rosa, essendo la madre morta di parto e il padre con a carico già 5 figli, tra cui Gabriele Rosa, il maggiore (Eroe della resistenza, poi morto senza eredi). I rosa erano un importante ramo bresciano e iseano della antica famiglia "Di Rosa". Queste famiglie comunque avevano importanti proprietà nella zona Iseana.

- Il 21 luglio 1833 muore "Gerolamo Silvio Martinengo della Fabbrica di Padernello", fratello di Francesco, lascia le proprietà venete alla moglie e le proprietà bresciane al "nipote acquisito" Alessandro Molin (dato il matrimonio di Lucrezia Zenobio e Francesco Martinengo). L'eredità spartita del conte è enorme, infatti egli è il più censito tra i nobili di terraferma della Serenissima Repubblica di Venezia.

- Alessandro Molin Muore nel 1838 senza figli, le proprietà vengono divise tra le famiglie delle sue due sorelle:
  - Famiglia di Alba Molin e Pietro Salvadego (famiglia del Polesine). Loro figlio Francesco, avrà molti figlie e figlie, che vennero legati in matrimonio con i membri di alcune importanti famiglie nobili bresciane, come i Lechi, i Bettoni, i Cazzago, i Cavalli, gli Ugoni.
  - Famiglia di Maria Molin e Giuseppe Panciera di Zoppola (la famiglia di lui è friulana, ma egli è imparentato già con i Martinengo di Villagana e i Gambara). Loro figlio Camillo (n. 1787, † 1853) sarà poi nonno del Conte Giuseppe Zoppola

- Rosina Rosa Cacciamatta sposa nella seconda metà del '800 Pietro Paolo Barboglio (discendente degli Alghisi), nascono Giuseppe (eroe garibaldino, morto senza eredi) e Vittorio Emanuele.

- Il figlio di Vittorio Emanuele Barboglio e Giovanna Marozzi (già vedova Ducos) sarà Pietro Barboglio, il quale sarà Marito di Maria Diatto (prima donna nel bresciano ad avere la patente)[12] e Maria Vittoria Diatto. I Diatto sono un importante famiglia torinese, fondatori di una delle prime case automobilistiche italiane, saranno probabilmente loro a mettere in contatto le famiglie nobili di Nigoline con la famiglia Piazzoni, essendo il pittore Giuseppe Diotti, alle dipendenze dei Piazzoni ed egli operante anche ad Iseo.

- Il conte Giuseppe Zoppola (Figlio di Andrea Zoppola e Lucrezia dei conti Salvadego Molin, ella "cugina lontana" muore nel 1859) sposa in prime nozze, Pariul Glodolui, rumena e poi una Graciano. Egli è dottore in legge, cavaliere d’onore e di Malta, a lui passa gran parte della proprietà di Nigoline.

- La figlia dei Maria Diatto e del Barboglio, nata nel 1923, è Paola Barboglio sposa di Alessandro Salvadegno Molin Ugoni (discendente delle nobili famiglie Maggi e Luzzago per linea femminile e delle nobili famiglie Molin Ugoni Ducos per linea maschile).

- La figlia di Giuseppe Zoppola, Maria Lucrezia (Myriam), nasce nel 1899, e sposa a Nigoline 1934 il Marchese "Gian Benedetto Pareto Spinola Roccaforte, di Damaso" (importante e ricca famiglia genovese), a cui passerà poi buona parte della proprietà.[13][14][15][16][17][18]

Riassumendo, non è certo se le proprietà di Nigoline, fossero già dei Molin, o degli Zenoni, o dei Martinengo, o dei Rosa o dei Cacciamatta. Sicuramente la località è stata luogo di incontro di diverse famiglie nobili Bresciane, e nei salotti di Casa Barboglio, si incontravamo tra "amici", Ambrogio Cacciamatta, Gabriele Rosa e Giuseppe Barboglio.
All'interno della Contrada Grumi vi sono zone storiche di interesse: 
- Palazzo Molin, poi Pancera di Zoppola, poi Pareto Spinola, Oggi Franceschetti, con cappella privata della Vergine Immacolata, questa costruita da Giuseppe Piazzoni nel 1825. Dal 1873 la proprietà del palazzo è cambiata più volte, passando tramite i nobili Molin a i nobili Pancera di Zoppola, i quali ferventi seguaci del futurismo aderiranno poi al fascismo, tanto che il conte Giuseppe Zoppola, viene considerato uno degli ispiratori ideologici di alcune idee fasciste legate alla razza. Gli Zoppola abbandonano la proprietà e la mettono in vendita. La proprietà è ancora oggi residenza privata.

- Chiesa diroccata di San Defendente. All'interno del nuovo giardino ci sono i ruderi della chiesa di San Defendente, che nei documenti della metà del '500 veniva già citata come chiesa antica. San Defendente è un santo che protegge contro le alluvioni, probabilmente del vicino torrente Longherone (ma è anche protettore dai Lupi, sicuramente presenti in queste zone, protettore dalle guerre e pestilenze, dagli incendi, molto più comuni di oggi in epoca medioevale). La chiesa, già ridotta a ruderi, è stata venduta dalla Parrocchia al Piazzoni per finanziare dei lavori alla chiesa parrocchiale di San Martino. Il Piazzoni impreziosisce i ruderi con dei marmi, tra cui un portale proveniente dall'antica chiesa di San Antonio Abate di via Cairoli a Brescia, quando è stata trasformata nella Cavallerizza Bettoni.
- Casa Cacciamatta: Lascito del grande benefattore Ambrogio.[19] Egli infatti si colloca come persona ecclesiastica di famiglia agiata, morto senza eredi, che ha incamerato nel corso della sua vita molte eredità e lasciti (esempi sono, i lasciti della famiglia Solza, di alcuni discendenti dei Conti Calepio, della famiglia Molin, etc...).[20][21][22] Tutti i suoi averi sono passati poi a enti/ordini religiosi e del mondo medio/ospedaliero, come l'Ordine ospedaliero di San Giovanni di Dio Fatebenefratelli con sede centrale l'ospedale dell'Isola Tiberina a Roma, o l'Ospedale di Iseo.
- Cascina la Büzô
- Ex mulino, nei pressi dell'attuale comune Vecchio, dove vi era anche un antico pozzo oggi, tombato.

#### Casa natale e altri edifici, legati al vescovo Geremia Bonomelli
In via S. Eufemia c'è la casa natale di Geremia Bonomelli (1831-1914), vescovo di Cremona dal 1871 fino alla morte. Era un cattolico contrario al potere temporale e aperto ai movimenti operai. Rimane sempre legato a Nigoline, dove torna tutti gli anni per andare a caccia e frequenta i palazzi Monte della Corte e Torri, dove conosce gli illustri ospiti.

#### Il Monte Alto

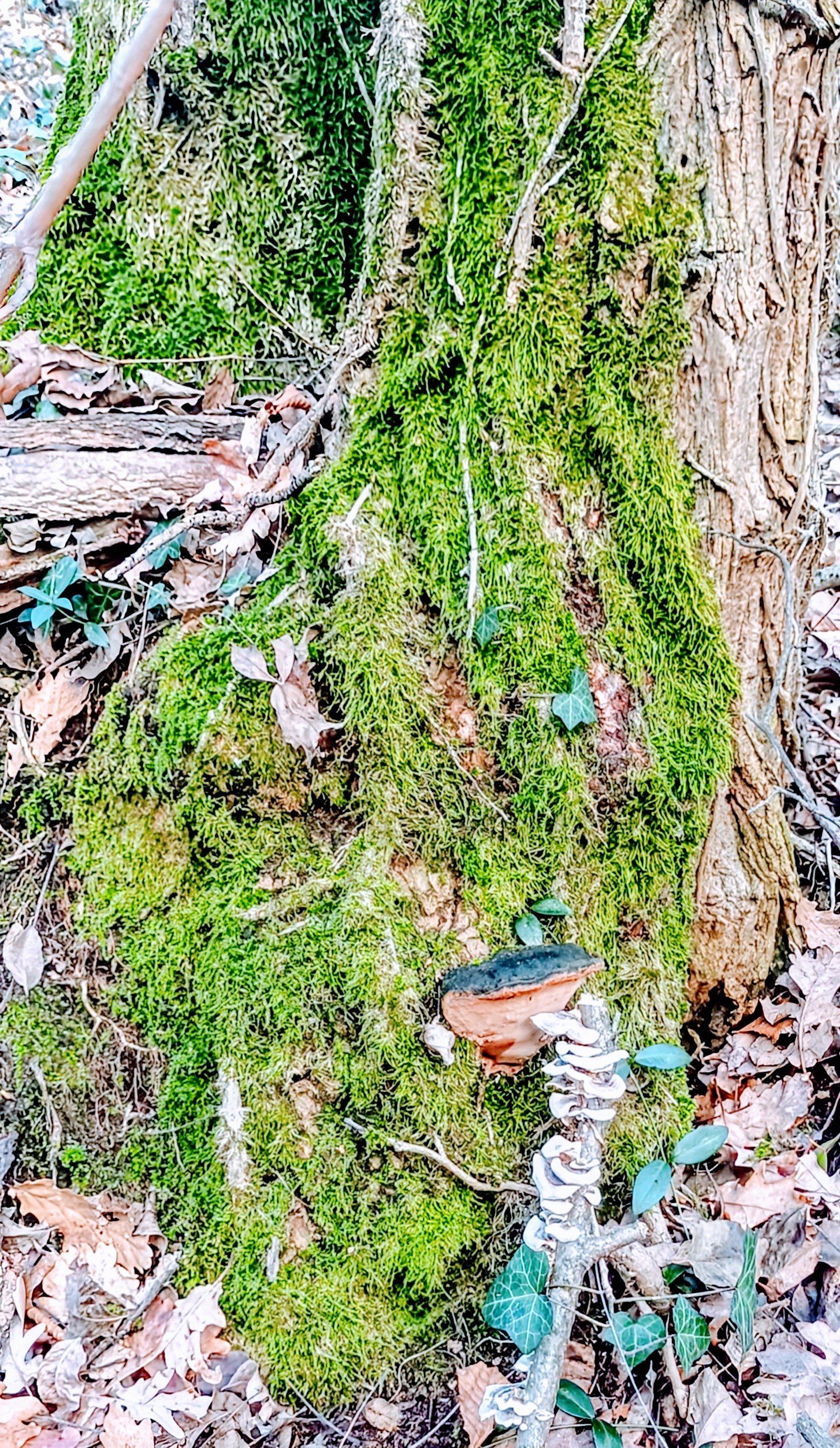
Flora del Monte Alto:un Fungo dell'esca e un Hedera, attaccano una Robinia pseudoacacia ricoperta di muschio. Comuni sono le mazze di tamburo.

La cima del Monte alto è situa a 651 m sul livello mare, viene anche detta "Culma". Come molte altre cime della zona essa è crociata, ovvero sulla vetta del monte nel anno 1975 è stata eretta una croce in acciaio alta circa 7 metri, su un basamento di pietre e calcestruzzo, che ha sostituito la precedente croce in legno. Il basamento è posto su un appezzamento di proprietà della famiglia De Marchant et D'Ansembourg già Monti della Corte.
Il Monte Alto è caratterizzato nel lato verso Corte Franca da boschi termofili (lato sud) che presentano molte specie vegetali classiche come: carpino (bianco e nero), erica arborea, faggio, ontano, bagolaro, biancospino, ciliegio selvatico, sambuco, corniolo. Il castagno e il leccio, così come tardivamente anche la robinia, benché molto presenti, sono di introduzione umana. Presenti anche diverse tipi di conifere, si trattano comunque per lo più di boschi a ceppaia, faggete, carpineti, piccoli boschi di betulle ed eriche arboree, solitamente con sottobosco a felceto, tappeto di muschio e foglie, rovi, edera, pungitopo, luppolo selvatico, Clematis vitalba.
Tra la macro fauna presente si registrano volpi, donnole, Ghiro nocciolino (moscardino), conigli nani e selvatici, serpenti, rospi, raganelle, salamandre, tassi, topolini di campagna, varia avifauna ed entomofauna. Di recente introduzione è il cinghiale, il quale se non contenuto può portare a infestazione.
Gli accessi e i sentieri lato Corte Franca verso il Monte sono molteplici, i più usati sono quelli da S. Eufemia, dalla Santella delle Gambe, dal Curtif o da Località Zenighe a Colombaro.

##### Culma

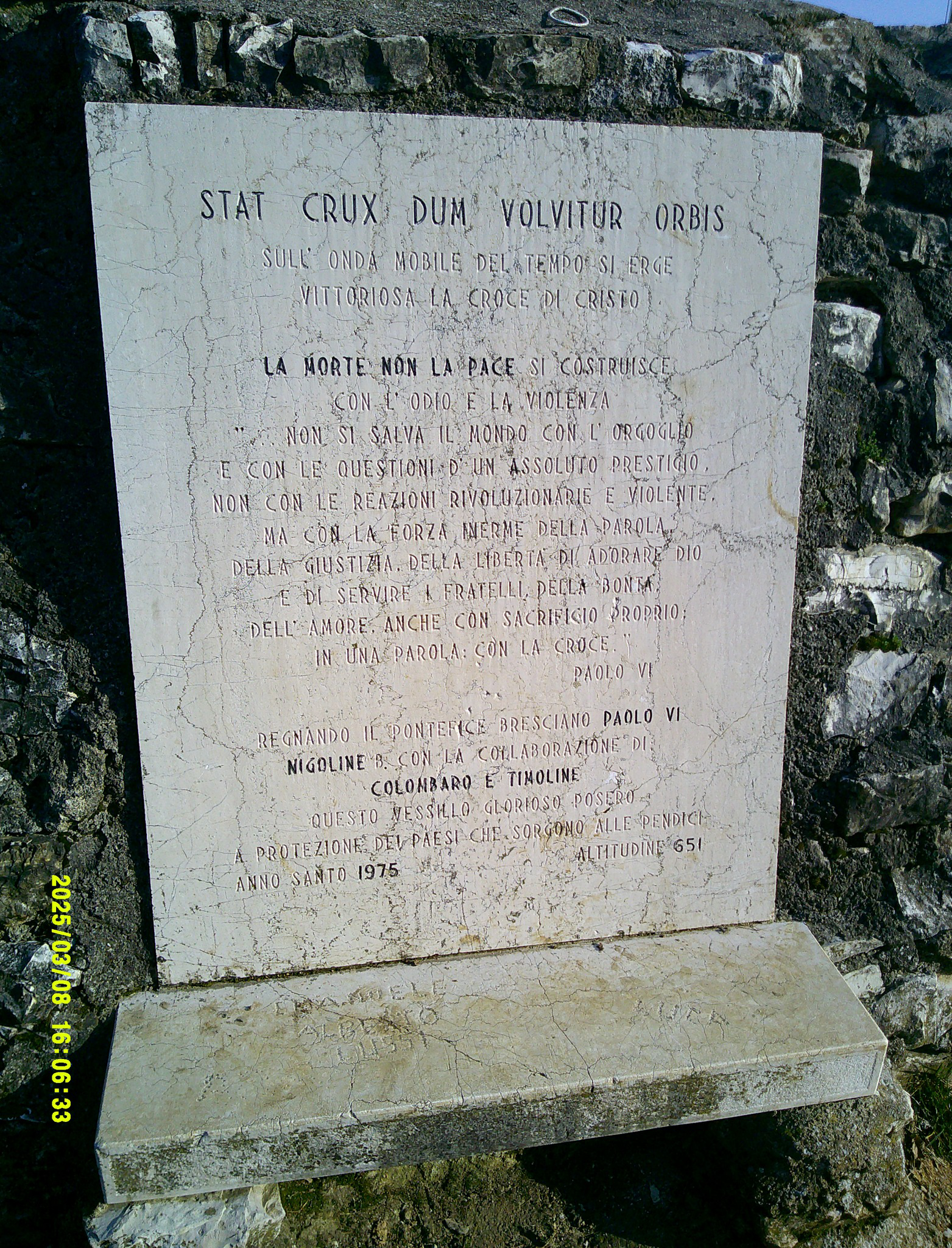
Lapide devozionale posta sul lato ovest del basamento della Croce del Monte Alto, il testo riporta: "STAT CRUX DUM VOLVITUR ORBIS ("La croce sta in piedi mentre il mondo gira", Motto Gesuita); "Sull'onda nobile del tempo si erge vittoriosa la croce di cristo, la morte non la pace si costruisce con l'odio e la violenza, non si salva il mondo con l'orgoglio e con le questioni d'un assoluto prestigio, non con le reazioni rivoluzionarie e vilente, ma con la forza inerme della parola, della giustizia, della libertà di adorare Dio e di servire i fratelli della bontà dell'amore anche con sacrificio proprio: in una parola: con la Croce" - Paolo VI.
Regnando il pontefice bresciano Paolo VI.
Nigoline B. con la collaborazione di Colombaro e Timoline, questo vessillo glorioso posero a protezione dei paesi che sorgono alle pendici.
Anno santo 1975.
Altitudine 651. "

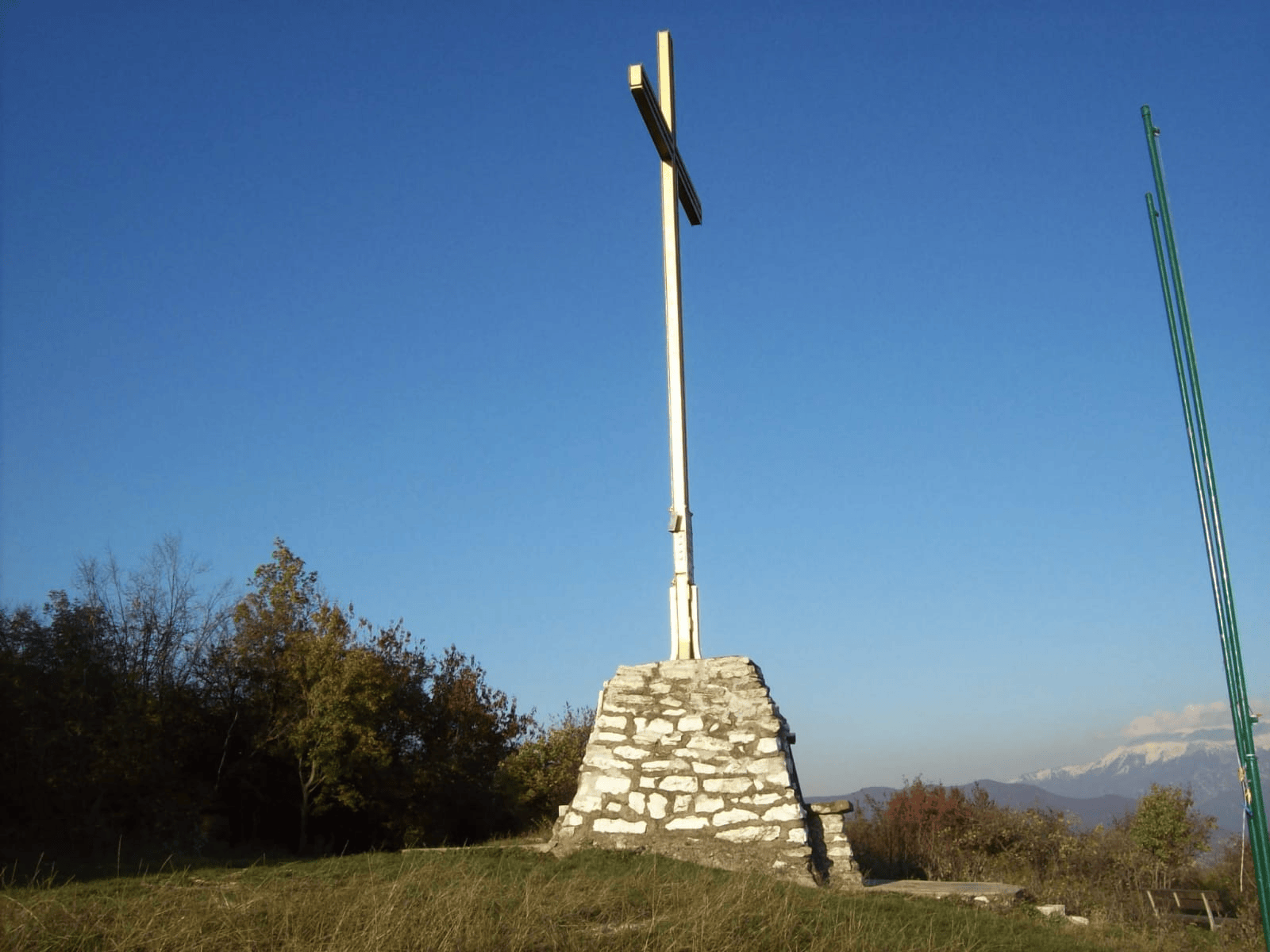
Croce sulla cima del Monte Alto

La croce inizialmente rossa, diventa, bianca, bianca-rossa, ed infine Oro. Essa è posizionata rivolta verso est affacciandosi su tutta la pianura lombardo veneta (a volte si riesce ad intravedere i colli del Garda e gli Appennini). Il lato est del basamento è un piccolo "altarino". Il Monte alto viene anche chiamato monte di Colombaro, monte di Nigoline, monte di Capriolo, monte di Clusane. Sulla cima oltre alla croce, ci sono due bandiere (Italia e UE) e una piccola stazione meteo. La croce è molto vicina al "punto di penta-confine", dei comuni di Corte franca, Iseo, Paratico/Sarnico (sovra-confine regionale), Adro e Capriolo.
La pratica di erigere croci sulle vette è documentata sin dal IV secolo; ad esempio, la prima croce su una cima elevata fu posta sull'Olimpo a Cipro nel 327 d.c.
Il posizionate sulle sommità di montagne, "Croci di vetta", ha radici storiche, culturali, religiose, sociali e pratiche e riflette la ricchezza delle tradizioni locali e delle storie comunitarie e delle storie dei luoghi. 
La "Crociatura" avviene in varie misure anche per rilievi di colli (ma a volte anche cime di versanti, o punti visuali dei coni paesaggisti, etc).  Le strutture o monoliti, di vetta possono essere di vario tipo; il tipo di struttura varia in base a diversi elementi, tra cui le risorse disponibili, le tradizioni locali e le motivazioni specifiche della comunità o dell'associazione che la erige. 
- "semplici" ammassi di sassi impilati a secco;
- Croci in legno (necessitano di manutenzione frequente, quindi usati in posti "comodi" si veda per esempio la Croce di Iseo, visibile da quella di Corte Franca)
- Croci di metallo (necessitano di manutenzione straordinaria e ordinaria a seconda che siano semplici o elaborate, ottime su punti molto scoscesici o "ben visibili", si veda per esempio la croce bianca ed enorme di Provaglio d'iseo o quella in ferro del Monte Orfano)
- Campane, un esempio quella del Monte Bronzone, visibile dalla Culma.
- Chiesette montane (come quella di Monte Isola, o il Santuario della Stella di visibile anche questa), Tempietti commemorativi, opere d'arte, panchine giganti etc.[23]

Generalmente la tipologia di "Crociatura della vetta" è vincolata alla risorse disponibili e dalle motivazioni che spingono ad edificare in punti così alti e distanti, ma comunque in qualche modo frequentati. Semplici o elaborate, a seconda delle capacità artigianali e dei fondi a disposizione, l'edificazione è lasciata alle comunità locali, senza quindi documentazione scritta sulla costruzione. Sezioni locali, Associazioni come gli Alpini hanno contribuito finanziariamente e operativamente all'installazione di queste strutture, riflettendo l'importanza della comunità locale nel mantenere vivo il bisogno di "comunità".
In Italia, la diffusione delle croci di vetta è avvenuta principalmente tra il XVIII e il XIX secolo, questo poiché la definitiva secolarizzazione delle Chiesa Cristiana e conseguente "ritorno al cristianesimo" tra la popolazione (rispetto alla "decadenza del barocco"), questo tenendo conto anche della fine delle guerre napoleoniche e della teoria dei lumi. Affermare la presenza della fede cristiana in luoghi elevati diventava simbolicamente significativo, in un momento in cui "scoprire le cime" era anche sinonimo di "andare in guerra". La presenza di croci o strutture religiose su alcune vette della provincia bresciana, ma non su tutte, può essere attribuita a diversi fattori. In passato, l'erezione di una croce poteva servire a delimitare confini territoriali o proprietà. Ad esempio, il Passo di Crocedomini deve il suo nome a una croce antica che segnava il confine tra diversi comuni e, storicamente, tra il Ducato di Milano e la Repubblica di Venezia. Alcune volte più semplicemente servono come indicazione spartiacque di posizionamento geo-territoriale.

## Sindaci e Podestà
Dell'ex comune di Nigoline furono sindaci o podestà (1860-1928)
| Periodo | Periodo        | Primo cittadino             | note           |
| ------- | -------------- | --------------------------- | -------------- |
| 1860    | 1862           | Luigi Piazzoni              | nobile         |
| 1863    | 1865           | Angelo Zanola               |                |
| 1865    | 1869           | Angelo Martinelli           |                |
| 1870    | 1884           | Luigi Martinelli            |                |
| 1884    | 1920           | Girolamo (o Gerolamo) Monti | dott. e Barone |
| 1920    | 1926           | Giovanni Locatelli          |                |
| 1926    | 31 agosto 1928 | Arturo Bersi                | avvocato       |

## Infrastrutture e trasporti
Fra il 1897 e il 1915 la località ospitò una fermata della tranvia Iseo-Rovato-Chiari.
Nigoline è raggiungibile tramite autobus linee LS003, LS021 (Iseo - Rovato - Chiari - Orzinuovi), LS022, LS027, LS041.